# Cerrillos (Salta)
Cerrillos è un comune dell'Argentina, appartenente alla provincia di Salta, e capoluogo del dipartimento omonimo. Al 2010 la popolazione era di 24.882 abitanti.

## Storia
La cittadina venne fondata nel 1822. Pochi anni prima, nel 1816, qui si firmò un importante documento durante la guerra d'indipendenza argentina, tra i generali José Rondeau e Martín de Güemes.

## Geografia
Cerrillos sorge a sud-ovest dell'area metropolitana di Salta, dal cui centro dista circa 15 km, conurbandosi ad essa. Sorge fra le valli di Lerma e Calchaquíes, a ridosso della zona andina. Altri centri vicini sono La Merced (8 km), Rosario de Lerma (15 km), Campo Quijano (17 km), El Carril (21 km), Villa San Lorenzo (25 km), e Chicoana (27 km). I comuni confinanti sono La Merced, Salta (Dipartimento Capital), Campo Quijano e Rosario de Lerma (entrambi nel dipartimento di Rosario de Lerma).
Oltre al centro capoluogo, ufficialmente chiamato San José de los Cerrillos, il comune conta le seguenti frazioni: La Candelaria, La Falda, Las Blancas, Las Palmas e Los Alamos.

## Demografia
In base al censimento del 2001, nel territorio comunale dimorano 17.634 abitanti, con un incremento di quasi il 35,82% rispetto al censimento precedente (1991). Nei primi decenni del XXI secolo, i dati sulla popolazione sono in leggero aumento, con grossomodo la stessa percentuale di molti altri comuni della provincia.

## Trasporti
Cerrillos dista 11 km dall'Aeroporto di Salta (ed 1, in linea d'aria, dalla pista) e, a livello stradale, è attraversato nel mezzo dalla Strada Nazionale 51 (RN51). Altra arteria importante, situata a nord, è la strada provinciale RP59, con caratteristiche autostradali e facente parte della circumvallazione di Salta.
A livello ferroviario, Cerrillos conta una stazione sulla ferrovia internazionale che collega Salta ad Antofagasta, in Cile, attraverso le Ande. Usata principalmente per il trasporto merci, la linea è famosa per il treno turistico Tren a las Nubes, ma la cittadina è servita principalmente dalla relazione regionale "Servicio Regional Salta" Güemes-Salta-Campo Quijano. Una fermata minore, sempre sulla stessa linea, è Cerrillos Km 1156, situata nella periferia meridionale e fuori servizio.